# Pedinoida
De Pedinoida zijn een orde van zee-egels (Echinoidea) uit de infraklasse Acroechinoidea.

## Families
- Pedinidae Pomel, 1883